# نظریه برد متوسط (جامعه‌شناسی)
نظریه برد متوسط (جامعه‌شناسی) (به انگلیسی: (Middle-range Theory (Sociology)) که توسط رابرت کی. مرتن (۴ ژوئیه ۱۹۱۰-۲۳ فوریه ۲۰۰۳) جامعه‌شناس آمریکایی، توسعه یافته، رویکردی برای نظریه‌پردازی جامعه‌شناسی است که با هدف ادغام پژوهش‌های نظری با تجربی وضع شده‌است. در حال حاضر «عملاً» رویکرد غالب در ساخت نظریه جامعه‌شناختی، به ویژه در ایالات متحده است.
نظریه برد متوسط با یک پدیده تجربی (برخلاف یک موجود انتزاعی گسترده مانند نظام اجتماعی) شروع می‌شود و از آن انتزاع می‌کند تا گزاره‌های کلی ایجاد کرده و با داده‌های تجربی تأیید نماید. این رویکرد برخلاف نظریه‌پردازی‌های «کلان» پیشین نظریه اجتماعی، مانند  کارکردگرایی و تضاد است. ریمون بودون استدلال کرده‌است نظریه «برد متوسط» همان مفهومی است که اکثر علوم آن را «نظریه» می‌نامند.
هدف جنبش جامعه‌شناسی تحلیلی، اتحاد چنین نظریه‌هایی در یک پارادایم منسجم در سطح انتزاعی بیشتر است.

## تعریف
نظریه جامعه‌شناختی، اگر قرار است پیشرفت چشمگیری داشته باشد، باید بر اساس این سطوح به هم پیوسته پیش رود:
1. با توسعه نظریه‌های خاص همراه شود که بتوان از آنها فرضیه‌هایی را استخراج کرد که به صورت تجربی مورد بررسی قرار گیرد، و
2. با تکامل یک طرح مفهومی کلی تر به تدریج که برای تجمیع گروه‌های نظریه‌های خاص کافی است.

— رابرت کی. مرتن، : نظریه اجتماعی و ساختار اجتماعی 
اصطلاح نظریه برد متوسط به نظریه خاصی اشاره ندارد بلکه رویکردی برای ساخت نظریه است. ریمون بودون نظریه برد متوسط را تعهد به دو ایده تعریف می‌کند:
- اولین مورد مثبت است و توضیح می‌دهد که چنین نظریه‌هایی باید چه کار کنند: هدف نظریه‌های جامعه‌شناسی، مانند همه نظریه‌های علمی، باید ادغام فرضیه‌های تفکیک شده و دریافت نظم تجربی در آنها باشد. اگر یک نظریه معتبر باشد، توضیح می‌دهد و به عبارت دیگر تجمیع می‌کند و قانونمندی‌های تجربی را آشکار می‌کند که در غیر این صورت جدا از هم به نظر می‌رسند.
- مورد دوم منفی است و به آنچه نظریه نمی‌تواند انجام دهد مربوط می‌شود: تلاش برای تعیین متغیر مستقل فراگیر که در همه فرایندهای اجتماعی کار می‌کند یا تعیین ویژگی اساسی ساختار اجتماعی ناامیدکننده است یا برای یافتن دو، سه یا چهار زوج مفاهیم… که برای تجزیه و تحلیل همه پدیده‌های اجتماعی کافی خواهد بود.[۳]

## تاریخچه
رویکرد برد متوسط رابرت کی. مرتن به عنوان انحرافی از نظریه پردازی عام اجتماعی تالکوت پارسونز توسعه یافت. مرتن با پارسونز موافق بود که تجربه‌گرایی محدودی که کاملاً از نظم‌های ساده آماری یا مشاهده‌ای تشکیل شده‌است نمی‌تواند به نظریه‌ای موفق برسد. با این حال، او دریافت که «فرمول‌های پارسونز از ارائه یک مسئله و جهت تجربی با نظریه در مورد جهان‌های قابل مشاهده فرهنگ و جامعه دور بود.» بنابراین او مستقیماً با نظریه‌پردازی انتزاعی دانشمندانی مخالف بود که در تلاش برای ایجاد یک نظام نظری عام هستند تا همه جنبه‌های زندگی اجتماعی را پوشش دهد. وی با معرفی نظریه برد متوسط، از این امر حمایت کرد که جامعه‌شناسان باید بر جنبه‌های قابل اندازه‌گیری واقعیت اجتماعی تمرکز کنند که می‌تواند به عنوان پدیده‌های اجتماعی جداگانه مورد مطالعه قرار گیرد، نه اینکه سعی در توضیح کل جهان اجتماعی داشته باشد. مرتن، هم رویکرد نظریه برد متوسط و هم خود نظریه‌های برد متوسط را موقتی می‌دانست: وقتی آنها کامل شدند، همان‌طور که علوم طبیعی قبلاً داشته‌اند، مجموعه نظریه‌های برد متوسط به یک نظام قانون جهانی تبدیل می‌شود ولی تا آن زمان، علوم اجتماعی باید از تلاش برای ایجاد یک نظریه جهانی اجتناب کنند.
مرجع اصلی مرتن در ساخت، تالکوت پارسونز بود که نظریه کنش او بعدها توسط سی. رایت میلز به عنوان یک نظریه کلان طبقه‌بندی شد. (پارسونز این دسته‌بندی را به شدت رد کرد.) نظریه‌های برد متوسط معمولاً با استفاده از تکنیک‌های نظریه‌سازی در پژوهش‌های تجربی ساخته می‌شوند که گزاره‌های کلی دربارهٔ جهان اجتماعی را تولید می‌کنند، که به نوبه خود می‌توانند به صورت تجربی نیز آزمایش شوند. نمونه‌هایی از نظریه‌های برد متوسط عبارتند از نظریه‌های گروه مرجع، تحرک اجتماعی، فرایند هنجاری‌سازی، تضاد نقش و تشکیل هنجارهای اجتماعی. رویکرد برد متوسط نقش مهمی در تبدیل جامعه‌شناسی به یک رشته تجربی دارد. این امر در اندیشه‌های پس از جنگ نیز اهمیت داشت.
در دوره پس از جنگ، نظریه برد متوسط به رویکرد غالب در ساخت نظریه در تمام علوم اجتماعی مبتنی بر متغیر تبدیل شد. نظریه برد متوسط توسط لوئیس بینفورد در نظریه برد متوسط (باستان‌شناسی) و توسط رابرت سی. مرتن پسر رابرت کی. مرتن در نظریه مالی اعمال شده‌است.
در دهه‌های اخیر، برنامه جامعه‌شناسی تحلیلی به عنوان تلاشی برای ترکیب نظریه‌های برد متوسط در یک چارچوب انتزاعی منسجم تر ظاهر شد (همان‌طور که مرتون امیدوار بود در نهایت اتفاق بیفتد). پیتر هدستروم دانشمندی در آکسفورد است که بیشترین ارتباط را با این رویکرد دارد. در حالی که پیتر برمن برجسته‌ترین مدافع آمریکایی آن است.

## نقل قول
- «... آنچه را می‌توان نظریه‌های برد متوسط نامید: نظریه‌های واسطه تا فرضیه‌های کار جزئی در طی روال روزمره پژوهش‌های به وفور تکامل یافت و حدس و گمان‌های فراگیر شامل یک طرح مفهومی اصلی است.» - رابرت کی مرتون، «نظریه اجتماعی و ساختار اجتماعی»[۱۰]
- "وظیفه اصلی امروز ما این است که نظریه‌های ویژه ای را برای محدوده‌های مفهومی محدود توسعه دهیم - به عنوان مثال نظریه‌هایی همچون رفتارهای انحرافی، پیامدهای پیش‌بینی نشده کنش‌های هدفمند، درک اجتماعی، گروه‌های مرجع، کنترل اجتماعی، وابستگی متقابل نهادهای اجتماعی. به جای جستجوی ساختار مفهومی کلان، استخراج نظریه‌های برد متوسط کافی است. — رابرت کینگ مرتن [۱۱]